# 今出川公詮
今出川 公詮（いまでがわ きんあきら）は、江戸時代中期の公卿。官位は従二位権大納言。初名は清季（きよすえ）。

## 経歴
宝永2年（1705年）に叙爵。宝永3年（1706年）、兄公香が官位官職を返上する事件があり、かわって今出川家を継いだ。侍従、左近衛少将、左近衛中将を経て、正徳2年（1712年）に従三位となり、公卿に列する。その後も踏歌節会外弁や権中納言を経て、享保8年（1723年）に権大納言に任じられ、同年内教坊別当も拝命。享保12年（1727年）から15年（1730年）にかけては神宮伝奏をつとめた。この間の享保14年（1729年）には皇太子昭仁親王（桜町天皇）の春宮大夫に任じられている。享保16年（1731年）に病となり、すべての任職を辞した。

## 系譜
- 父：今出川伊季
- 母：不詳
- 妻：輔子女王（伏見宮邦永親王の王女）
  - 男子：今出川実興（1716-1730）
  - 女子：徳子（伏見宮貞建親王猶子、紀州藩主徳川宗将室）
  - 女子：今出川誠季室
  - 養子：今出川誠季（実父は西園寺致季）